# Hiromasa Tanaka
Hiromasa Tanaka (jap. 田中宏昌, Tanaka Hiromasa; * 28. September 1981) ist ein ehemaliger japanischer Leichtathlet, der sich auf den Zehnkampf spezialisiert hat.

## Sportliche Laufbahn
Erste internationale Erfahrung sammelte Hiromasa Tanaka vermutlich im Jahr 2005, als er bei den Asienmeisterschaften in Incheon mit 7351 Punkten die Bronzemedaille im Zehnkampf hinter dem Usbeken Pavel Andreyev und Kim Kun-woo aus Südkorea gewann. Im Jahr darauf belegte er bei den Hallenasienmeisterschaften in Pattaya mit 5340 Punkten den vierten Platz im Siebenkampf und gelangte im Dezember bei den Asienspielen in Doha mit 6354 Punkten auf Rang acht im Zehnkampf. 2007 startete er im Zehnkampf bei den Weltmeisterschaften in Osaka und erreichte dort mit 7629 Punkten den 19. Platz. Im Jahr darauf gewann er bei den Hallenasienmeisterschaften in Doha mit 5306 Punkten die Bronzemedaille im Siebenkampf hinter dem Inder P. J. Vinod und Hadi Sepehrzad aus Iran und 2009 siegte er bei den Asienmeisterschaften in Guangzhou mit 7515 Punkten im Zehnkampf. 2011 wurde er bei den Asienmeisterschaften in Kōbe mit 6803 Punkten Vierter und im Jahr darauf gewann er bei den Hallenasienmeisterschaften in Hangzhou mit 5033 Punkten die Bronzemedaille hinter dem Kasachen Dmitri Karpow und seinem Landsmann Keisuke Ushiro. Im Juni 2013 bestritt er seinen letzten offiziellen Wettkampf und beendete daraufhin seine aktive sportliche Karriere im Alter von 32 Jahren.
In den Jahren 2004 und 2005 sowie 2007 und 2008 wurde Tanaka japanischer Meister im Zehnkampf.

## Persönliche Bestleistungen
- Zehnkampf: 7803 Punkte: 25. Juni 2006 in Kanazawa
  - Siebenkampf (Halle): 5340 Punkte: 12. Februar 2006 in Pattaya